# Dave Johnson (baloncestista)
David M. "Dave" Johnson (Morgan City, Luisiana; 16 de noviembre de 1970) es un exjugador de baloncesto estadounidense que disputó dos temporadas en la NBA, una en Portland Trail Blazers y otra en Chicago Bulls. Además, también militó en la ACB, en la CBA y en el Baloncesto Superior Nacional de Puerto Rico. Con 2,00 metros de estatura jugaba en la posición de alero.

## Trayectoria deportiva

### Universidad
Johnson se matriculó en la Universidad de Syracuse, donde completó el ciclo universitario de cuatro años. Ingresó en la temporada 1988-89, sin embargo, no se hizo con un protagonismo notorio hasta su año júnior. En aquella temporada 1990-91, Dave explotó como jugador, y pasó de los 6.5 puntos, 2.4 rebotes y 1.1 asistencias de su año sophomore a los 19.4 puntos, 6.3 rebotes y 2.3 asistencias que firmó como júnior. 
En su último año con los Orange, Dave firmó 19.8 puntos, 7 rebotes y 1.5 asistencias para un total de 12.2 puntos, 4.3 rebotes y 1.5 asistencias en sus cuatro temporadas.

### Profesional
Dave Johnson fue elegido en el puesto 26 del Draft de la NBA de 1992 por Portland Trail Blazers. Apenas contó para los Blazers, en los que estuvo una temporada promediando 3.7 puntos. En la temporada 1993-94 se marchó a Chicago Bulls, donde tampoco contó con demasiadas oportunidades, por lo que decidió emprender su carrera en Europa. Llegó al Natwest Zaragoza de la ACB. Después pasó por varios equipos de la CBA y por los Cangrejeros Santurce, del Baloncesto Superior Nacional de Puerto Rico. En aquellas ligas disfrutó de sus mejores números como jugador de baloncesto.

## Estadísticas de su carrera en la NBA

### Temporada regular
| Temporada | Edad | Equipo                 | Liga | P  | TIT | MIN | TC  | TCA | %TC  | 3P  | 3PA | %3P  | TL  | TLA | %TL  | R.OF. | R.DEF. | REB | ASIS | ROB | TAP | PER | FP  | PTS |
| 1992-93   | 22   | Portland Trail Blazers | NBA  | 42 | 0   | 8.5 | 1.4 | 3.5 | .383 | 0.1 | 0.3 | .214 | 1.0 | 1.4 | .678 | 0.4   | 0.7    | 1.1 | 0.3  | 0.2 | 0.0 | 0.7 | 0.5 | 3.7 |
| 1993-94   | 23   | Chicago Bulls          | NBA  | 17 | 0   | 7.0 | 1.0 | 3.2 | .315 | 0.0 | 0.1 | .000 | 0.8 | 1.2 | .619 | 0.5   | 0.4    | 0.9 | 0.2  | 0.2 | 0.0 | 0.5 | 0.4 | 2.8 |
| Total     |      |                        | NBA  | 59 | 0   | 8.1 | 1.3 | 3.4 | .365 | 0.1 | 0.3 | .200 | 0.9 | 1.4 | .663 | 0.5   | 0.6    | 1.1 | 0.3  | 0.2 | 0.0 | 0.6 | 0.5 | 3.5 |